# SS Cap Polonio
La SS Cap Polonio è stata un transatlantico tedesco costruito nel 1914 per la compagnia navale Hamburg Süd. Prende il nome da Cabo Polonio, borgata situata nella costa est dell'Uruguay, nel dipartimento di Rocha. Allo scoppio della prima guerra mondiale fu acquisita dalla Kaiserliche Marine che, col nome di SMS Vineta, provò infruttuosamente ad impiegarla nel ruolo di incrociatore ausiliario (nave corsara). Requisita dagli Alleati come risarcimento di guerra, operò brevemente con alcune compagnie britanniche, per poi essere rivenduta alla Hamburg Süd, rimanendo in servizio nella marina mercantile della Repubblica di Weimar fino ai primi anni trenta.

## Caratteristiche tecniche
La Cap Polonio poteva imbarcare fino a 1.555 passeggeri: 355 in prima classe, 250 in seconda classe e 950 in terza classe. La maggior parte dei macchinari dell'apparato propulsivo furono costruiti dalla divisione motori della Blohm + Voss. Nei grandi cantieri era infatti comune che si costruissero sia le navi che l'apparato propulsivo, quando in altri cantieri casi ci si limitava alla semplice installazione di macchine prodotte altrove. Per la Cap Polonio si optò per un motore compound, nella fattispecie le due eliche laterali erano azionate ciascuna da un motore a vapore a 4 cilindri, mentre quella centrale da una turbina a vapore a 6 stadi. Le eliche, quadripala, avevano un diametro di 6,1 m. Motori e turbina erano alimentati da 13 caldaie a tubi alimentate a carbone, che lavorando a 15 bar fornivano vapore a 17.000 psi.

## Servizio

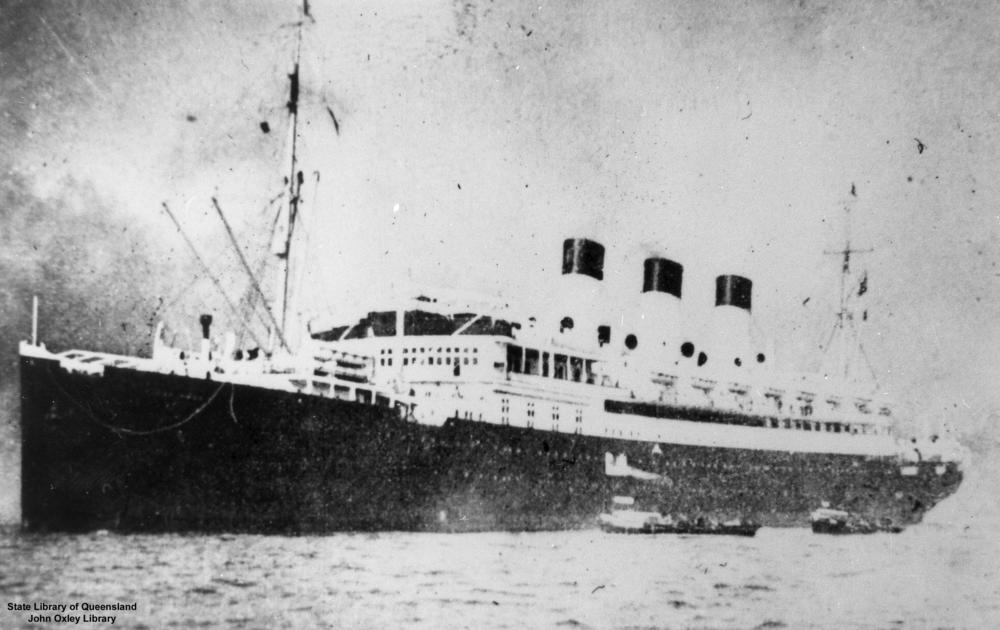
La Cap Polonio, data e luogo dello scatto ignoti

La nave fu varata il 25 marzo 1914. I lavori di allestimento erano ancora in corso al momento dello scoppio della prima guerra mondiale, il 28 luglio, e furono sospesi con l'entrata in guerra dell'Impero tedesco, il 1º agosto. Nel 1915, col consenso dei proprietari, la nave fu requisita dalla Kaiserliche Marine che la convertì in incrociatore ausiliario. Tale operazione aveva coinvolto diverse navi passeggeri e mercantili, che in configurazione armata prendevano anche la denominazione di navi corsare. La nave fu armata con 4 cannoni da 15 cm L/40 Sk, con 600 colpi, e 4 cannoni 8 cm L/45 Sk. I lavori terminarono nel febbraio dello stesso anno e la nave entrò in servizio il 6 febbraio come SMS Vineta.
Il nome era riferito alla leggendaria città di Vineta. Le prime prove furono però deludenti, la nave infatti raggiungeva solo i 16,9 nodi contro i 17 previsti da progetto. Inoltre la fase delle navi corsare era oramai terminata, in particolare alla luce degli elevati consumi di carbone delle stesse. La Vineta non faceva eccezione, con un consumo di carbone di 250 t al giorno aveva un'autonomia di appena 19 giorni di navigazione.
Questo, sommato alla velocità inferiore alla maggior parte delle navi da guerra britanniche, spinse la Kaiserliche Marine a restituire la nave ai suoi proprietari. Rinominata Cap Polonio, fu nuovamente varata nel 1919.

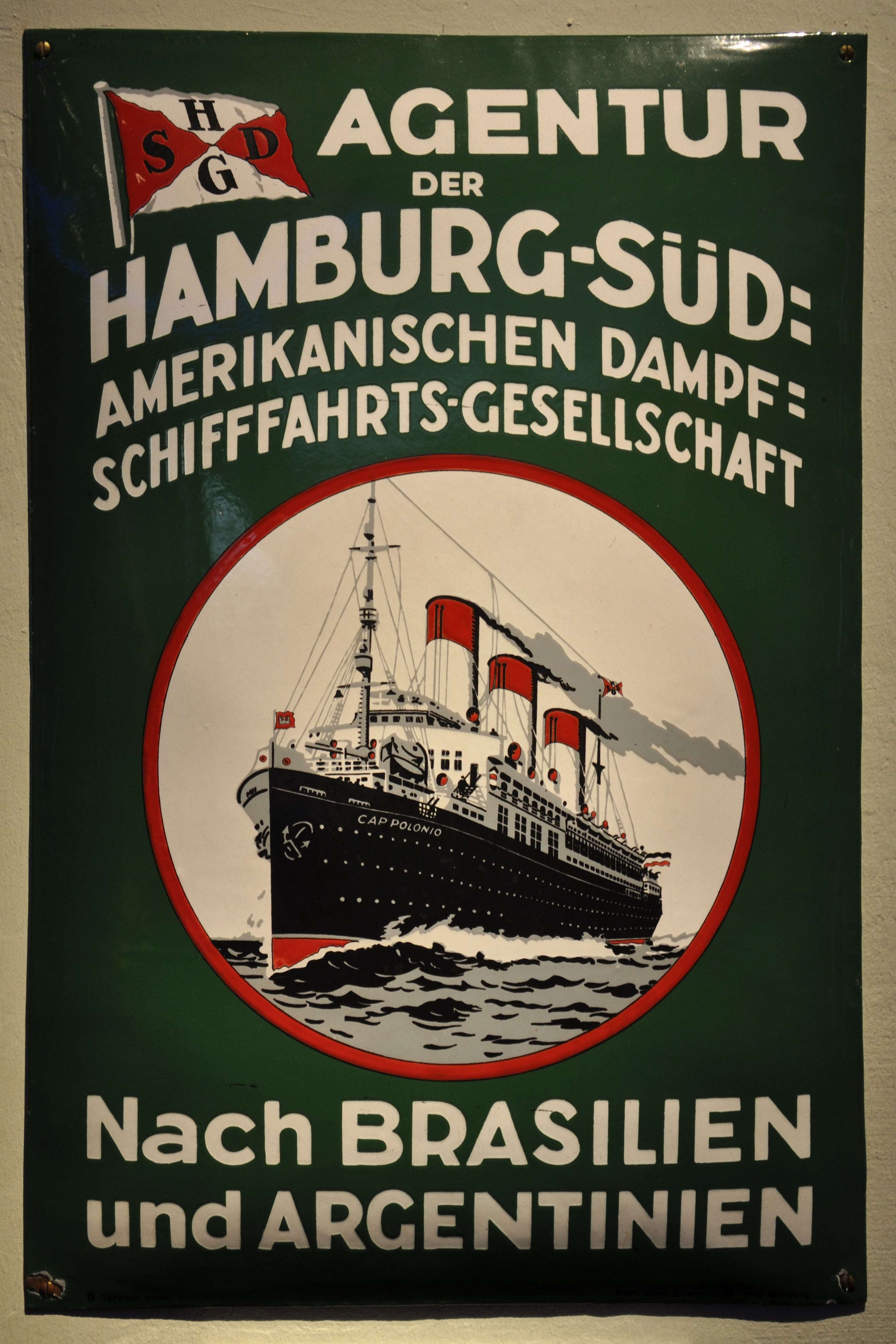
Poster ritraente la Cap Polonio che pubblicizzava i collegamenti con Argentina e Brasile gestiti dalla Hamburg Süd

Requisita dagli Alleati come risarcimento di guerra ed inizialmente trasferita negli Stati Uniti d'America, passò poi alla britannica Shipping Controller ed infine alla Union Castle Mail Steamship Co. Ltd.
Nel 1919 effettuò un viaggio da Plymouth a Città del Capo, ma a causa del complesso apparato propulsivo l'equipaggio britannico non riuscì a farle superare i 10-12 nodi e giudicò la nave inadeguata.
Passata alla Peninsular and Oriental Steam Navigation Company, l'apparato propulsivo fu rivisto nei cantieri di Devonport in previsione di un viaggio a Bombay. L'equipaggio però non volle impiegare la nave, a causa delle difficoltà con riscontrate con l'apparato propulsivo, e la Cap Polonio fu così lasciata a Liverpool.
Nei primi anni venti in Germania c'era carenza di navi, e molte di quelle requisite nel primo dopoguerra rimanevano inutilizzate nei porti britannici. Fu così che nel 1921 John Eggert, per conto della Hamburg Süd, si recò in Gran Bretagna e riacquistò la Cap Polonio al prezzo di 150.000 $, assieme ad altre due ex-navi passeggeri. Tornata a in Germania, trascorse molto tempo nei cantieri della Blohm + Voss dove fu dotata di un moderno sistema radio. Inoltre, il numero di caldaie fu portato a 15, e l'adozione di bruciatori a petrolio permise di ridurre di 100 unità il personale addetto alla sala caldaie. Il vapore era ora fornito a 20.000 psi, portando la velocità massima a 18,5 nodi (34 km/h). Terminati i lavori, compì un primo viaggio in Sudamerica, per tornare poi in servizio attivo nel 1922.
In quel momento era la più grande, nonché la più lussuosa, nave passeggeri a servire la tratta Germania-Sudamerica. Nei primi anni trenta anche la Germania fu investita dalla grande depressione e la Cap Polonio rimase ancorata fuori servizio ad Amburgo, come molte altre navi; nel 1933 fu usata come nave-ristorante, nel 1935 fu venduta per essere demolita a Bremerhaven. Parte dei lussuosi interni della nave, tra cui i rivestimenti in palissandro, le tappezzerie in pelle, le lampade ed il pregiato mobilio, furono utilizzati per arredare quello che prese il nome di Hotel Cap Polonio, situato a Pinneberg, nel Schleswig-Holstein.